# E-planta
E-planta är en kvalitetsmärkning för svenskodlade växter.
Märkningen E-planta skrivs ut som ett E efter det vetenskapliga namnet på en växt. Kriterierna för denna kvalitetsmärkning bygger på ett system och en urvalsprocess som är en helt svensk innovation. 

## Historik

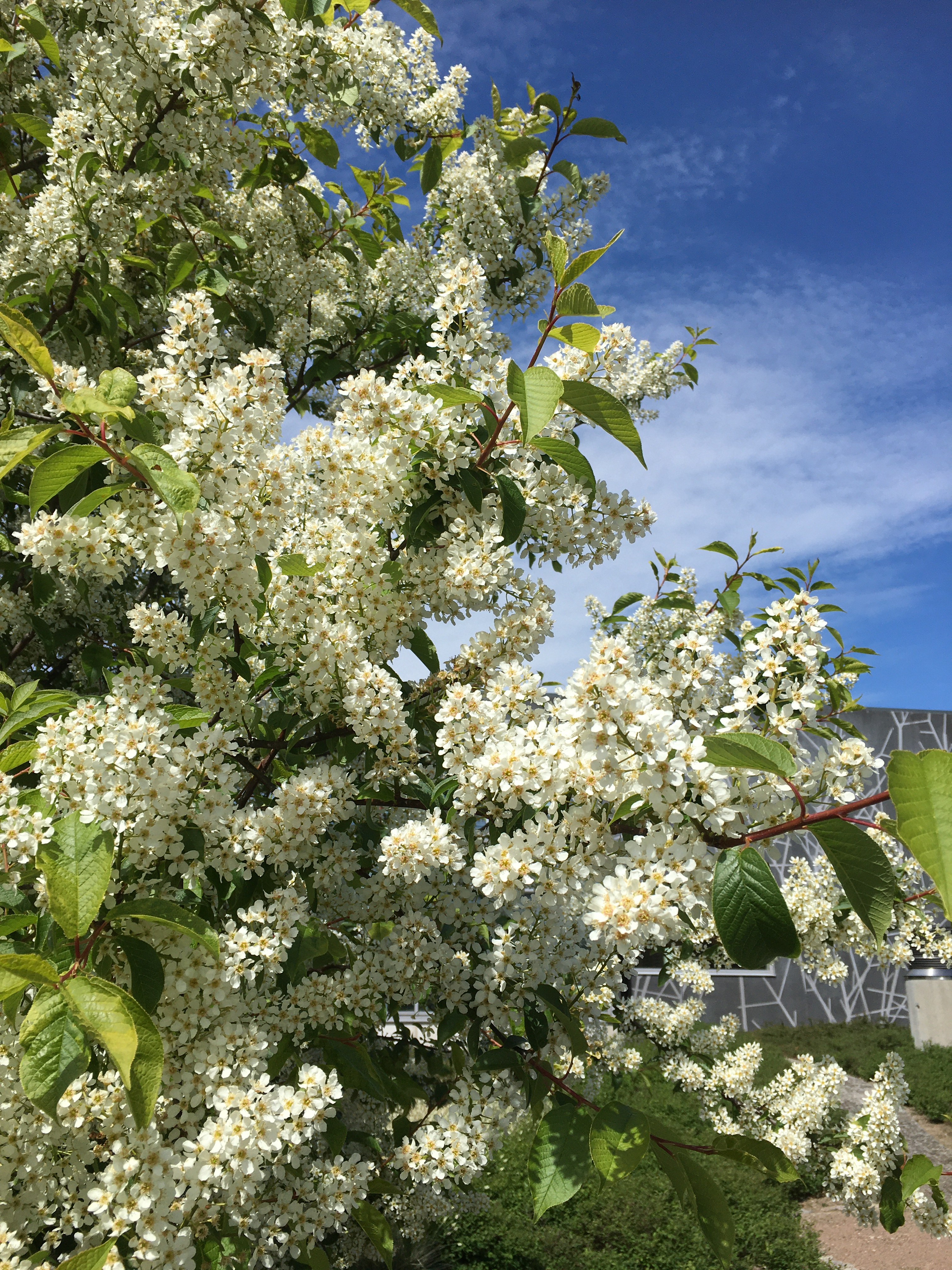
Nordhägg 'Laila' E

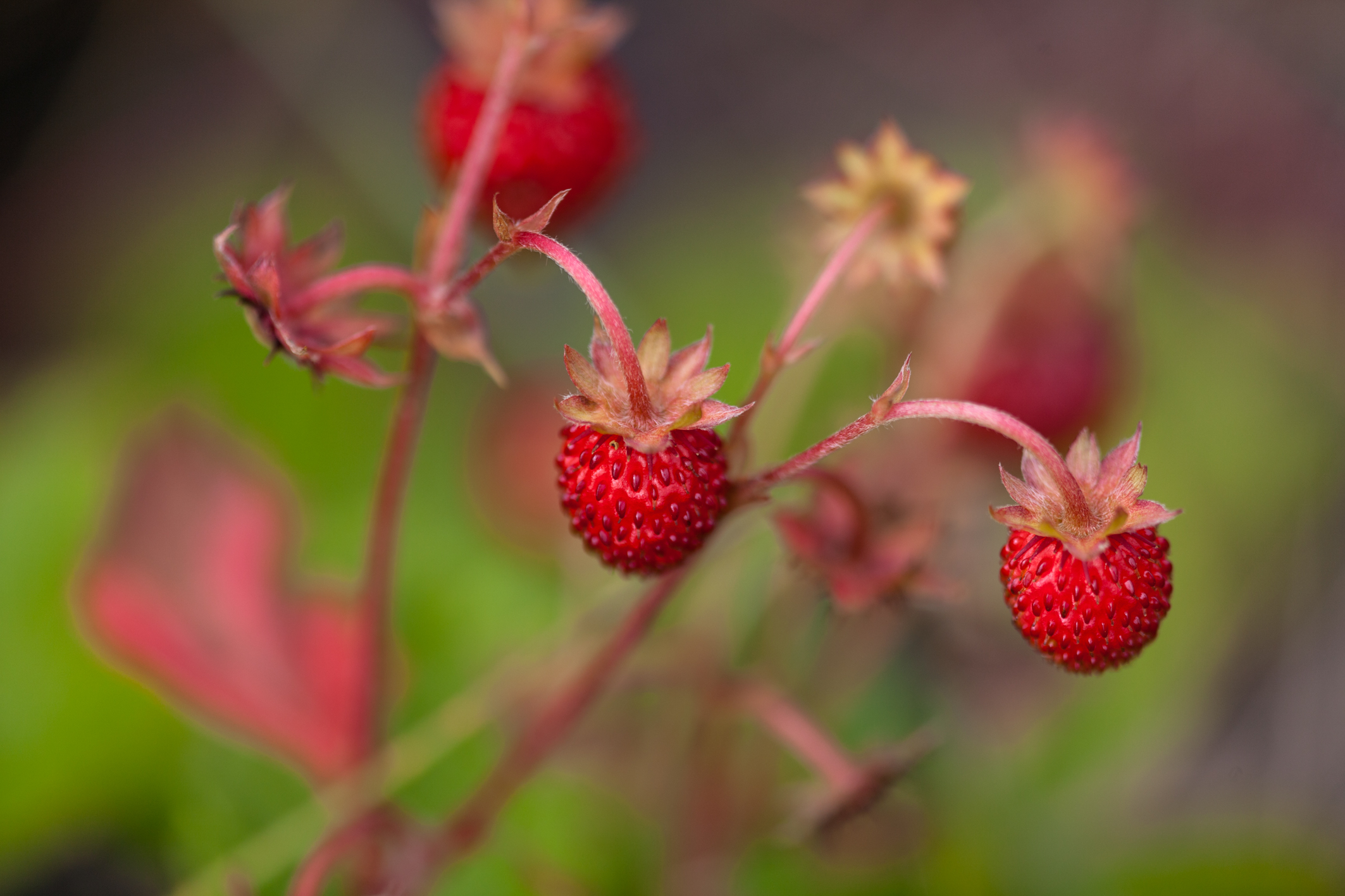
Smultron Rödluvan E

Denna  idé är sprungen ur ett behov som uppstod på 1970- och 1980-talet då svensk bärodling hade svårt att hitta friskt växtmaterial och kommuner och anläggare köpte in stora mängder träd och buskar från andra delar av Europa men där det förekom sortblandningar av växter och zonangivelserna för aktuell odlingszon inte stämde.  Som lösning på dessa problem arbetade startade hortonom Rune Bengtsson år 1980 projektet P80 vid SLU Alnarp och landskapsarkitekt Tomas Lagerström projektet Svenska frökällor vid SLU Ultuna år 1983. Målet var att utöka de svenska plantskolornas på den tiden något skrala sortiment med växter som var friska, härdiga och odlingsvärda i vårt avlånga land. Även vid Trädgårdsförsöksstationen i Öjebyn pågick vid denna tid liknande forskning. Flera av de växter och frökällor till växter som hittades i dessa forskningsprojekt kom att bli grunden till sortimentet i E-planta.
E-plantor är således resultatet av ett system som omfattar produktutveckling, testning och marknadsföring av växter som är utvalda för svenskt klimat. De har även provodlats på väl utvalda lokaler runt om i landet under en längre period. Trädgårdsodlingens Elitplantstation äger varumärket E-planta och en expertgrupp där väljer ut de växter som E-märks. För att långsiktigt skapa resurser till produktutveckling av E-plantor, har det bildats E-planta ekonomisk förening, som 2025 har 21 medlemmar.  E-plantor är alltid odlade i Sverige.
Märkningen E-planta och dess ekonomiska förening startade 1990. Bokstaven E betyder elitplanta och är en definition av växt som återfinns i Nationalencyklopedin .

## Sortimentet
I dagsläget finns närmare 250 st olika sorters växter som är märkta med E i kategorierna träd, buskar, klängväxter, barrväxter och frukt & bär. Några av sorterna är dessutom historiskt värdefulla och bär på en intressant historia så som exempelvis äkta Ornärsbjörk E, parklind Kristina E och äppelsorten Ingrid Marie. Flera sorters frukt och bär men även några klematis och andra växter har sitt ursprung vid SLU:s växtförädlingsstation Balsgård. Utvecklingsarbetet av sortimentet är ständigt pågående.

## E-planta i Norden
Även i Norge finns E-planta, då under namnet Eliteplanter och urvalssystemet och kvalitetssäkringen bygger på exakt samma regler som i Sverige dock med sitt eget sortiment. Förs en E-planta över en landgräns betecknas den inte längre som en E-planta. Liknande system som i Sverige fanns under en period i Danmark under namnet Dafa och finns idag i Finland under namnet FinE.